# 1934年大聯盟日本巡迴賽

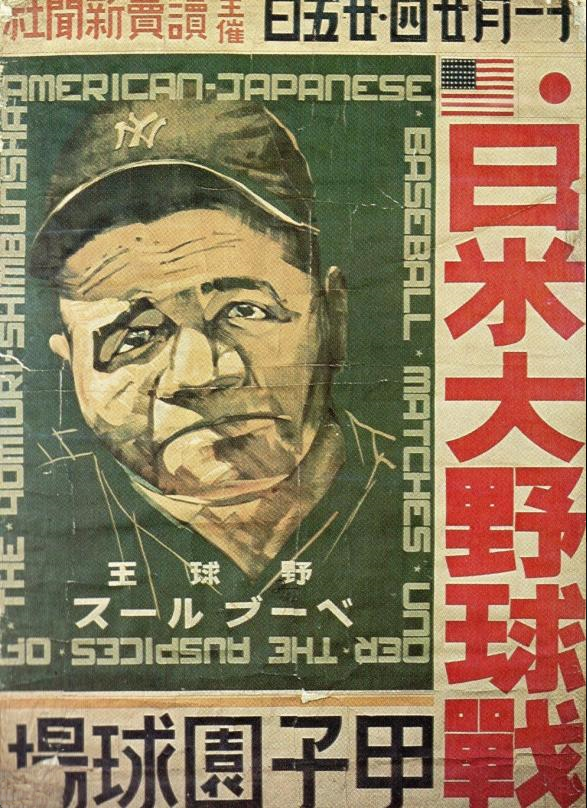
日本當地為了迎接貝比·魯斯等一票球星所製作的海報

1934年12月，美國職棒大聯盟在日本等12個城市進行棒球巡迴賽。當時美國聯盟組成一支明星隊，與日本當地選手進行18場交流賽。最後美聯明星賽18場比賽全勝，不過日本隊的投手澤村榮治在其中一場先發面對美聯明星隊，先發前6局無失分，雖然在第7局被敲轟失分吞敗，但也讓他一戰成名。
儘管這不是大聯盟第一次在海外進行巡迴賽，不過這卻是美國和日本第一次進行棒球交流賽。

## 經過

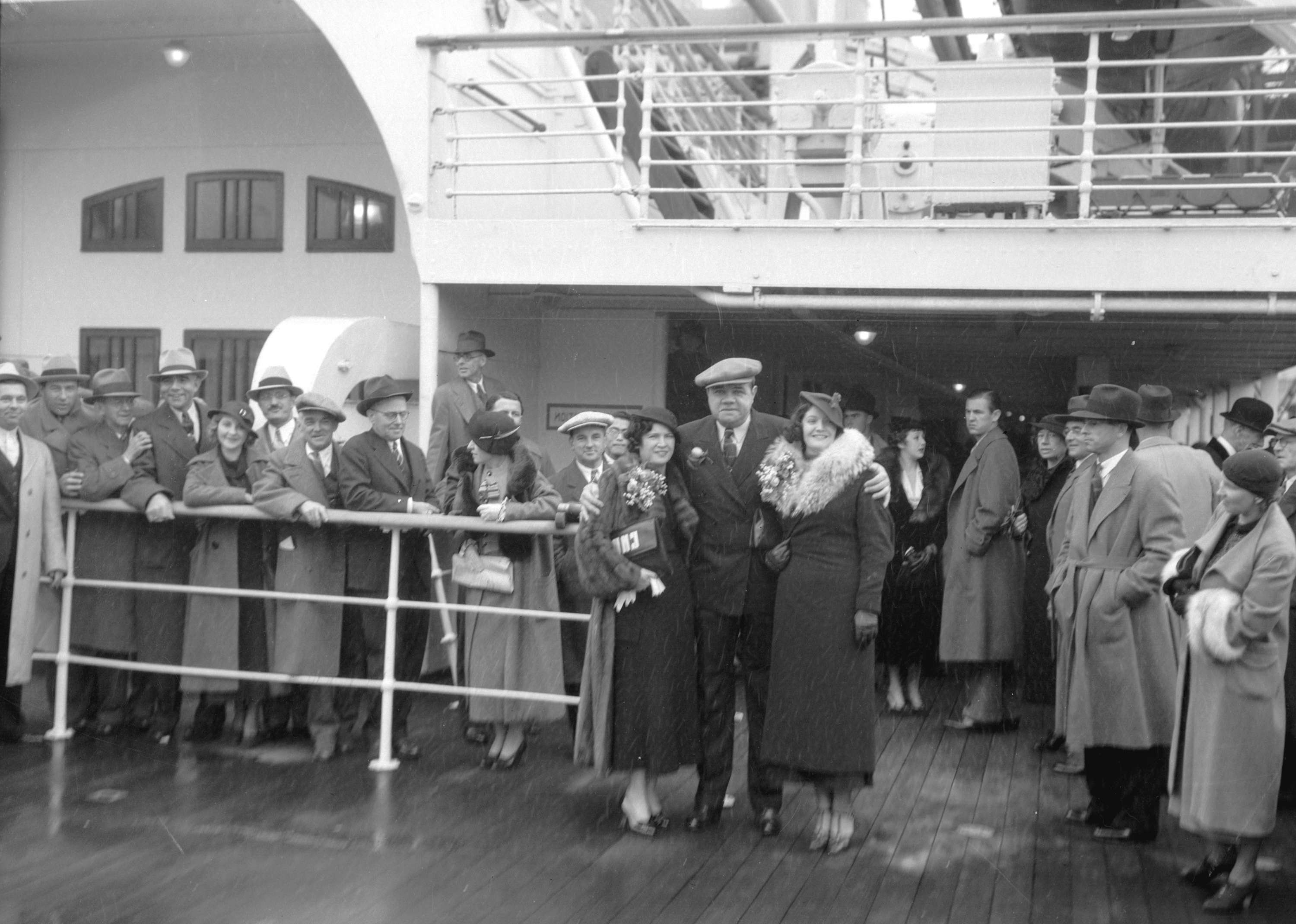
魯斯在溫哥華即將搭乘日本女皇號前往日本的照片

大聯盟此次派出14名球員訪日，由於國聯拒絕派出球員參賽，因此全數球員都來自美聯。其中包含貝比·魯斯、盧·賈里格、查理·蓋林傑、吉米·法克斯、雷夫提·高梅茲和厄爾·艾佛瑞爾等名人堂球員。
當時有50萬名日本人民聚集在東京街道上歡迎大聯盟球員的到來，大聯盟球員也和日本當時的一線球星進行18場的交流賽。當時明治神宮體育場、甲子園體育場和八木山棒球場都是比賽地點，最終美聯明星18戰全勝。魯斯更在這18場比賽中敲出13轟。當時魯斯在帝國飯店還遇到川著和服的日本人前來索取簽名，而魯斯也欣然接受，展現他親民的態度。
在與日本隊比完賽後，美聯明星隊跑到上海和馬尼拉進行了四場巡迴賽。大部分的球員在賽事結束後都各自返美，只有除了魯斯和他的家人繼續遊玩了四個月。
美聯明星隊成員之一的吉米·法克斯將這段旅程做成黑白電影。而這部電影的複本目前保存在名人堂古柏鎮內。另一名成員莫伊·貝格也攜帶相機將拍下來的照片做成影片檔，而這也被一些人認為是貝格的第一項間諜任務(因為貝格後來在戰略情報局擔任間諜)。

## 陣容
| C     | 莫伊·貝格       | 參議員   |
| C     | 法蘭基·海耶斯   | 運動家   |
| 1B/OF | 貝比·魯斯       | 洋基     |
| 2B    | 查理·蓋林傑     | 老虎     |
| 3B    | 吉米·法克斯     | 運動家   |
| 3B    | 哈洛·瓦斯特勒   | 運動家   |
| SS    | 艾瑞克·麥克奈爾 | 運動家   |
| 1B/LF | 盧·賈里格       | 洋基     |
| CF    | 厄爾·艾佛瑞爾   | 印地安人 |
| RF    | 賓恩·米勒       | 運動家   |
| P     | 雷夫提·高梅茲   | 洋基     |
| P     | 克林特·布朗     | 印地安人 |
| P     | 厄爾·懷特希爾   | 參議員   |
| P     | 喬·卡斯卡瑞亞   | 運動家   |
| MGR   | 康尼·馬克       | 運動家   |

| C     | 久慈次郎   | 15 |
| C     | 井野川利春 | 25 |
| 1B    | 山下實     | 20 |
| 2B    | 三原脩     | 2  |
| 3B    | 水原茂     | 4  |
| SS    | 苅田久德   | 1  |
| OF    | 中島治康   |    |
| OF    | 杉田屋守   | 24 |
| OF    | 堀尾文人   | 6  |
| OF    | 矢島粂安   | 7  |
| OF    | 府馬勇     | 28 |
| IF    | 淺倉尚志   |    |
| IF    | 牧野元信   | 26 |
| IF    | 永澤富士雄 | 14 |
| IF    | 新富卯三郎 |    |
| IF    | 富永京     | 30 |
| OF/IF | 李榮敏     | 5  |
| P     | 青柴憲一   | 9  |
| P     | 伊達正男   | 18 |
| P     | 濱崎真二   | 22 |
| P     | 宮武三郎   |    |
| P     | 澤村榮治   | 8  |
| P     | 須田博     | 31 |
| P     | 高橋京     |    |
| P     | 武田賀一   | 21 |
| MGR   | 三宅大輔   |    |

## 比賽結果
| 比賽日期 | 地點     | 獲勝球隊   | 比數 | 落敗球隊     | 勝投          | 敗投          |
| -------- | -------- | ---------- | ---- | ------------ | ------------- | ------------- |
| 10/25    | 檀香山   | 美聯明星隊 | 8-1  | 夏威夷明星隊 | 雷夫提·高梅茲 | 強尼·柯爾     |
| 11/03    | 東京     | 美聯明星隊 | 17-1 | 日本明星隊   | 厄爾·懷特希爾 | 高橋京        |
| 11/04    | 東京     | 美聯明星隊 | 5-1  | 日本明星隊   | 喬·卡斯卡瑞亞 | 伊達正男      |
| 11/08    | 函館市   | 美聯明星隊 | 5-2  | 日本明星隊   | 雷夫提·高梅茲 | 青柴憲一      |
| 11/09    | 仙台市   | 美聯明星隊 | 7-0  | 日本明星隊   | 厄爾·懷特希爾 | 武田賀一      |
| 11/10    | 東京     | 美聯明星隊 | 10-0 | 日本明星隊   | 雷夫提·高梅茲 | 澤村榮治      |
| 11/11    | 東京     | 魯斯隊     | 13-2 | 米勒隊       | 克林特·布朗   | 喬·卡斯卡瑞亞 |
| 11/13    | 富山市   | 美聯明星隊 | 14-0 | 日本明星隊   | 厄爾·懷特希爾 | 水原茂        |
| 11/17    | 東京     | 美聯明星隊 | 15-6 | 日本明星隊   | 克林特·布朗   | 濱崎真二      |
| 11/18    | 橫濱市   | 美聯明星隊 | 21-4 | 日本明星隊   | 雷夫提·高梅茲 | 青柴憲一      |
| 11/20    | 靜岡市   | 美聯明星隊 | 1-0  | 日本明星隊   | 厄爾·懷特希爾 | 澤村榮治      |
| 11/22    | 名古屋市 | 美聯明星隊 | 6-5  | 日本明星隊   | 喬·卡斯卡瑞亞 | 伊達正男      |
| 11/23    | 名古屋市 | 美聯明星隊 | 6-2  | 日本明星隊   | 雷夫提·高梅茲 | 武田賀一      |
| 11/24    | 大阪市   | 美聯明星隊 | 15-3 | 日本明星隊   | 厄爾·懷特希爾 | 伊達正男      |
| 11/25    | 大阪市   | 米勒隊     | 5-1  | 魯斯隊       | 克林特·布朗   | 青柴憲一      |
| 11/26    | 小倉市   | 美聯明星隊 | 8-1  | 日本明星隊   | 喬·卡斯卡瑞亞 | 濱崎真二      |
| 11/28    | 京都市   | 美聯明星隊 | 14-1 | 日本明星隊   | 雷夫提·高梅茲 | 澤村榮治      |
| 11/29    | 大宮區   | 美聯明星隊 | 23-5 | 日本明星隊   | 厄爾·懷特希爾 | 武田賀一      |
| 12/01    | 宇都宮市 | 美聯明星隊 | 14-5 | 日本明星隊   | 克林特·布朗   | 澤村榮治      |
| 12/05    | 上海市   | 美聯明星隊 | 22-1 | 上海明星隊   | 喬·卡斯卡瑞亞 | 雷夫提·莫里斯 |
| 12/09    | 馬尼拉   | 美聯明星隊 | 13-1 | 馬尼拉灣聯盟 | 厄爾·懷特希爾 | 尼爾森        |
| 12/09    | 馬尼拉   | 美聯明星隊 | 7-3  | 馬尼拉灣聯盟 | 雷夫提·高梅茲 | 亞曼多        |
| 12/10    | 馬尼拉   | 美聯明星隊 | 9-1  | 菲律賓國家隊 | 克林特·布朗   | 巴提斯塔      |

## 外部連結
- 1934年美日棒球巡迴賽戰報 （页面存档备份，存于）